# بوشت، کبک
بوشت (به فرانسوی: Bouchette) شهری در منطقه شهری لا وله-دو-لا-گاتینو ناحیه اوتاوه در استان کبک کانادا است. در سرشماری سال ۲۰۱۱ این شهر ۶۹۶ نفر جمعیت داشته‌است و مساحت آن ۱۳۱٫۹۷ کیلومتر مربع است.